# Millennium (Backstreet Boys)
| Recensione | Giudizio |
| ---------- | -------- |
| AllMusic   |          |

Millennium è il terzo album in studio della band statunitense Backstreet Boys, pubblicato internazionalmente il 18 maggio 1999 dalla Jive Records. Con oltre 30 milioni di copie vendute in tutto il mondo, Millennium è il più grande successo discografico raggiunto nella storia dei Backstreet Boys ed è nella lista degli album più venduti di sempre. Da quest'album furono estratti i singoli I Want It That Way, Larger Than Life, Show Me the Meaning of Being Lonely e The One. L'album fu promosso con il tour mondiale Into the Millennium Tour.

## Ventesimo Anniversario (2019)
Per festeggiare i vent'anni dal rilascio di Millennium, I Backstreet Boys hanno inciso una rivisitazione inedita di I Want It That Way. Il 17 maggio 2019, giorno antecedente al ventesimo anniversario dell'album, il gruppo ha pubblicato infatti una versione acustica con chitarra che mette in maggiore risalto le voci. Con questo re-make, i cinque cantanti hanno voluto ringraziare sentitamente tutti i fan per il sostegno e il supporto dato loro:

## Tracce
1. Larger Than Life – 3:52 (Max Martin, Kristian Lundin, Brian Littrell)
2. I Want It That Way – 3:33 (Max Martin, Andreas Carlsson)
3. Show Me the Meaning of Being Lonely – 3:54 (Max Martin, Herbert Crichlow)
4. It's Gotta Be You – 2:56 (Max Martin, Robert John "Mutt" Lange)
5. I Need You Tonight – 4:23 (Andrew Fromm)
6. Don't Want You Back – 3:25 (Max Martin)
7. Don't Wanna Lose You Now – 3:54 (Max Martin)
8. The One – 3:46 (Max Martin, Brian Littrell)
9. Back to Your Heart – 4:21 (Gary Baker, Jason Blume, Kevin Richardson, Brian Littrell)
10. Spanish Eyes – 3:53 (Andrew Fromm, Sandy Linzer)
11. No One Else Comes Close – 3:42 (Gary Baker, Wayne Perry, Joe Thomas)
12. The Perfect Fan – 4:13 (Brian Littrell, Thomas Smith)

### Altre edizioni
L'edizione asiatica di Millennium conteneva la bonus track I'll Be There for You alla fine dell'album. La versione australiana aggiunse la traccia You Wrote the Book on Love. In Hong Kong, diverse edizioni limitate uscirono con diversi contenuti speciali. Una includeva un mouse pad dei Backstreet Boys, e un'altra in un CD Player di plastica con card da collezione. Un'altra versione limitata asiatica (con la bonus track asiatica) uscì contenendo un Bonus CD che conteneva quattro remix di Larger Than Life e Show Me the Meaning of Being Lonely.

## Successo commerciale
Negli Stati Uniti, Millennium esordì subito alla prima posizione della Billboard 200, con 1 134 000 copie vendute nel corso della prima settimana, di cui 500 000 copie vendute nell'arco del suo primo giorno di uscita, rompendo così il record del maggior numero di copie vendute in una sola giornata (record che verrà in seguito battuto da Britney Spears nel 2000 con l'album ...Baby One More Time).
Il successo del disco fu tale da rendere Millennium l'album più venduto e famoso del 1999 negli Stati Uniti, premiato 13 volte disco di Platino dalla RIAA per le oltre 13 milioni di copie vendute nel Paese, dopo essere rimasto al vertice della classifica americana per 10 settimane consecutive e certificato disco di Diamante in Canada.
L'album riscosse un enorme successo in tutto il mondo, piazzandosi in vetta alle classifiche di Austria, Belgio, Canada, Corea, Danimarca, Filippine, Germania, Grecia, Hong Kong, India, Indonesia, Italia, Malaysia, Messico, Norvegia, Nuova Zelanda, Paesi Bassi, Portogallo, Singapore, Spagna, Svezia, Svizzera, Taiwan e Thailandia.
Millennium si aggiudicò 5 nomination ai Grammy Award e rimase all'interno della Billboard 200 per 93 settimane. Con un totale di più di 30 milioni di copie vendute nel mondo, è il secondo album più venduto degli anni Novanta a livello mondiale, alle spalle soltanto di The Bodyguard di Whitney Houston.

## Classifiche

### Classifiche settimanali
| Classifica (1999) | Posizione massima |
| ----------------- | ----------------- |
| Australia         | 2                 |
| Austria           | 1                 |
| Belgio (Fiandre)  | 1                 |
| Belgio (Vallonia) | 2                 |
| Canada            | 1                 |
| Finlandia         | 1                 |
| Francia           | 8                 |
| Germania          | 1                 |
| Giappone          | 6                 |
| Irlanda           | 14                |
| Italia            | 1                 |
| Malaysia          | 1                 |
| Norvegia          | 1                 |
| Nuova Zelanda     | 1                 |
| Paesi Bassi       | 1                 |
| Regno Unito       | 2                 |
| Spagna            | 1                 |
| Stati Uniti       | 1                 |
| Svezia            | 1                 |
| Svizzera          | 1                 |
| Taiwan            | 1                 |
| Ungheria          | 2                 |

### Classifiche di fine anno
| Classifica (1999) | Posizione |
| ----------------- | --------- |
| Australia         | 11        |
| Austria           | 9         |
| Belgio (Fiandre)  | 12        |
| Belgio (Vallonia) | 22        |
| Germania          | 5         |
| Nuova Zelanda     | 19        |
| Paesi Bassi       | 10        |
| Regno Unito       | 37        |
| Stati Uniti       | 1         |
| Svizzera          | 12        |
| Classifica (2000) | Posizione |
| Germania          | 89        |
| Regno Unito       | 91        |
| Stati Uniti       | 9         |
| Svizzera          | 100       |

## Premi

### Billboard Music Awards 1999
| Candidato                          | Categoria       | Esito |
| ---------------------------------- | --------------- | ----- |
| Millennium                         |                 |       |
| Album dell'anno                    | Vincitore/trice |       |
| Album Artista dell'anno            | Vincitore/trice |       |
| Album Artista Duo/Gruppo dell'anno | Vincitore/trice |       |

### Grammy Awards
| Anno | Candidato                             | Nomination                                                 | Esito       |
| ---- | ------------------------------------- | ---------------------------------------------------------- | ----------- |
| 2000 | Millennium                            | Grammy Award all'album dell'anno                           | Candidato/a |
| 2000 | Millennium                            | Grammy Award al miglior album pop vocale                   | Candidato/a |
| 2000 | "I Want It That Way"                  | Grammy Award alla registrazione dell'anno                  | Candidato/a |
| 2000 | "I Want It That Way"                  | Grammy Award alla miglior interpretazione vocale di gruppo | Candidato/a |
| 2001 | "Show Me the Meaning of Being Lonely" | Grammy Award alla miglior interpretazione vocale di gruppo | Candidato/a |